# Brain Damage (catch)
Pour les articles homonymes, voir Lambert et Brain Damage.
Marvin « Brain Damage » Lambert (né le 14 décembre 1977 à Mansfield et mort le 18 octobre 2012), est un catcheur de nationalité américaine connu pour son travail à la CZW et à la IWA Mid-South. 
Il a formé une équipe avec Deranged appelée la Vulgar Display of Power, futurs membres de Cult Fiction. Il a été IWA Mid-South Tag Team Champion avec Deranged , ils ont également gagné deux fois le IWA Mid-South Double Death Tag Team Tournament.
Brain Damage a été deux fois CZW Ultraviolent Underground Champion ainsi que deux fois CZW Iron Man Champion.